# Peter Davison
Peter Davison, pseudonimo di Peter Malcolm Gordon Moffett (Londra, 13 aprile 1951), è un attore britannico.
È conosciuto soprattutto per l'interpretazione della quinta incarnazione del Dottore nella serie televisiva Doctor Who, che ha interpretato dal 1982 al 1984 e per il ruolo di Tristan Farnon nella serie televisiva britannica Creature grandi e piccole. È stato membro del cast principale della serie televisiva Law & Order: UK (2009-2014) nel ruolo di Henry Sharpe. Nel 2015 recita con Imelda Staunton e Lara Pulver nel musical Gypsy a Londra.

## Biografia

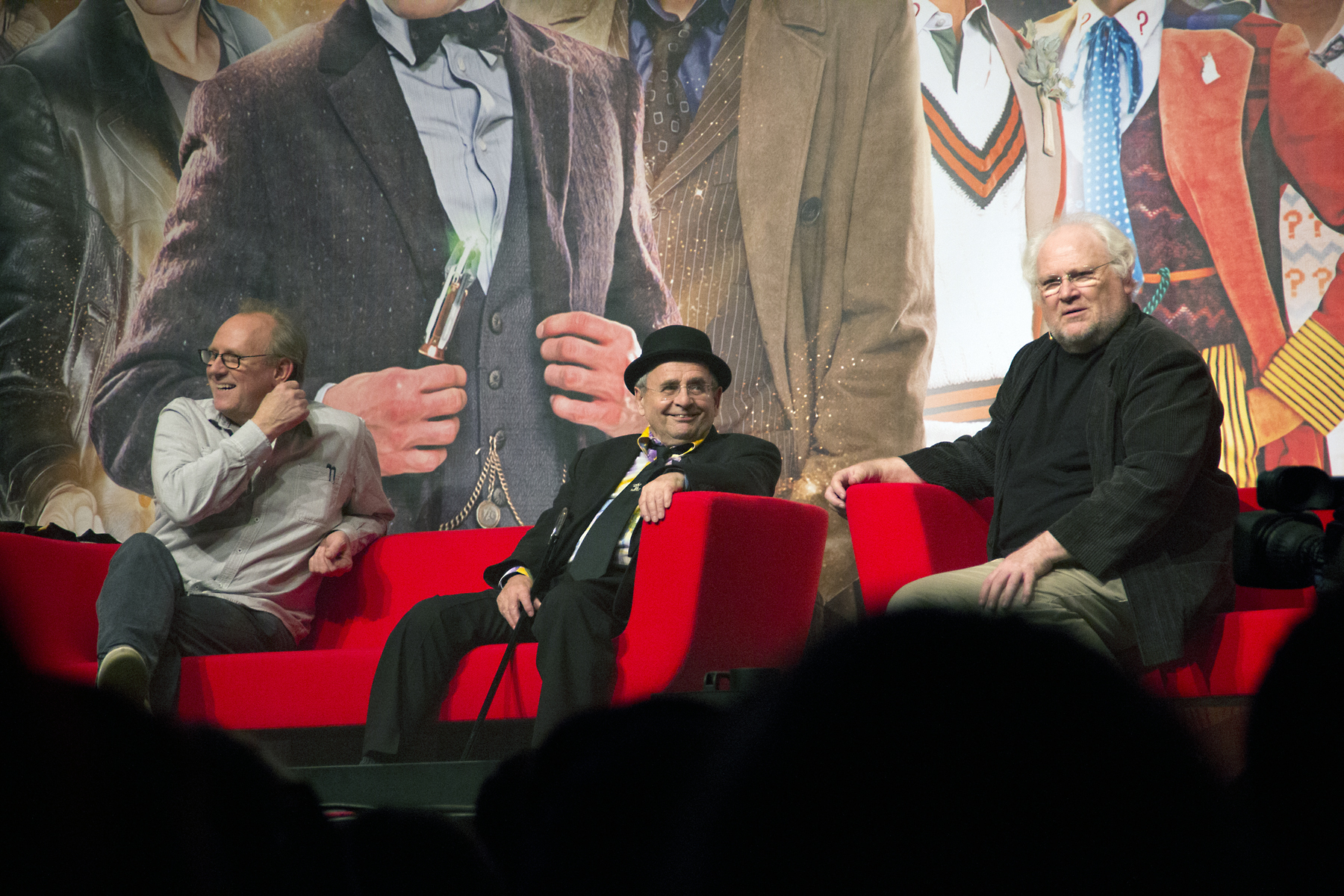
Davison con Sylvester McCoy e Colin Baker nel 2013

Nato nel quartiere londinese di Streatham, scelse il nome d'arte Peter Davison per evitare confusioni con lo sceneggiatore Peter Moffatt, con cui ha poi lavorato.
Nel 1980, Davison firmò un contratto di tre anni per interpretare il Quinto Dottore nella serie Doctor Who, succedendo a Tom Baker (il Quarto Dottore) e, all'età di 29 anni, divenne all'epoca l'attore più giovane ad avere mai interpretato la parte, record che detenne per circa trent'anni fino all'avvento di Matt Smith (l'Undicesimo Dottore) che ottenne il ruolo nel 2009 a 26 anni. Alla fine del suo contratto, Davison non volle rinnovarlo per non "fossilizzarsi" nel personaggio. Patrick Troughton (che aveva interpretato il Secondo Dottore e che Davison guardava in tv quando era bambino) gli raccomandò di abbandonare la parte dopo tre anni di trasmissione, e Davison seguì il suo consiglio. Il Quinto Dottore incontrò alcuni dei nemici più storici della serie, come i Dalek (in Resurrection of the Daleks) e i Ciberniani (in Earthshock). 
Nel 1993, Davison tornò ad interpretare occasionalmente il Quinto Dottore nello speciale Dimensions in Time e nel videogioco del 1997 Destiny of the Doctors (come doppiatore).
In tempi recenti, Davison è stato molto critico nei confronti della serie classica di Doctor Who, esprimendo invece grande ammirazione per le nuove serie. Nel 2008, Davison criticò molti dei copioni scritti durante il suo periodo nella serie. Intervistato nel 2013, affermò che The Caves of Androzani, The Visitation e Earthshock sono i suoi episodi preferiti della sua epoca, e che Time-Flight si rivelò invece la delusione più grande a causa dello scarso budget a disposizione.

## Vita privata
Sposato con l'attrice Sandra Dickinson, Peter Davison è padre dell'attrice Georgia Tennant, la quale ha sposato l'attore scozzese David Tennant, a sua volta anch'egli interprete del Dottore, più precisamente il Decimo e Quattordicesimo Dottore.

## Filmografia

### Attore

#### Cinema
- Grime Goes Green: Your Business and the Environment, regia di Peter Robinson – cortometraggio (1990)
- The Airzone Solution, regia di Bill Baggs – cortometraggio (1993)
- Black Beauty, regia di Caroline Thompson (1994)
- A Man You Don't Meet Every Day, regia di Angela Pope (1994)
- P.R.O.B.E.: The Zero Imperative, regia di Bill Baggs (1994) - non accreditato
- Jeremy Hardy Gives Good Sex, regia di Marcus Mortimer - direct-to-video (1995)
- P.R.O.B.E.: The Devil of Winterborne, regia di Bill Baggs - direct-to-video (1995)
- P.R.O.B.E.: Ghosts of Winterborne, regia di Bill Baggs - direct-to-video (1996)
- Parting Shots, regia di Michael Winner (1998)
- Doctor Who: Time Crash, regia di Graeme Harper – cortometraggio (2005) - Quinto Dottore
- Nerd Love, regia di Keith Brooks e Trevor Garner (2014)
- You, Me and Him, regia di Daisy Aitkens (2017)
- Ti presento Patrick (Patrick), regia di Mandie Fletcher (2018)
- The Muppets Take the O2, regia di Kirk R. Thatcher, Andrew Williams e Ed Coleman - direct-to-video (2018) - Quinto Dottore
- The Season 19 Safety Video – cortometraggio (2018)
- Say My Name, regia di Jay Stern (2018)
- Dream Horse, regia di Euros Lyn (2020)
- The Trial of Christine Keeler – serie TV, episodi 1x05-1x06 (2020) - James Burge
- End of Term, regia di Mat Menony (2021)

#### Televisione
- The Tomorrow People – serie TV, episodi 3x08-3x09-3x10 (1975)
- love for Lydia – serie TV, 10 episodi (1977)
- Creature grandi e piccole (All Creatures Great & Small) – serie TV, 65 episodi (1978-1990)
- ITV Playhouse – serie TV, 1 episodio (1979)
- Holding the Fort – serie TV, 20 episodi (1980-1982)
- Sink or Swim – serie TV, 19 episodi (1980-1982)
- Doctor Who – serie TV, 70 episodi (1981-1984) - Quinto Dottore
- Jackanory – serie TV, 16 episodi (1984-1991)
- Anna of the Five Towns regia di Martyn Friend – miniserie TV (1985)
- Miss Marple (Agatha Christie's Miss Marple) – serie TV, episodio 1x04 (1985)
- Fox Tales – serie TV, episodio 1x05 (1985)
- Magnum, P.I. – serie TV, episodio 6x01 (1985)
- A Very Pecular Practice – serie TV, 14 episodi (1986-1988)
- Il brivido dell'imprevisto (Tales of the Unexpected) – serie TV, episodio 9x06 (1988)
- Campion – serie TV, 16 episodi (1989-1990)
- Fiddlers Three – serie TV, 14 episodi (1991)
- Screen One – serie TV, episodio 4x01 (1992)
- Kinsey – serie TV, episodi 2x03-2x04 (1992)
- Doctor Who: Dimension in Time, regia di Stuart McDonald – miniserie TV (1993) - Quinto Dottore
- Harnessing Peacocks, regia di James Cellan Jones – film TV (1993)
- Ain't Misbehavin – serie TV, 12 episodi (1994-1995)
- Molly – serie TV, episodi sconosciuti (1995)
- Cuts, regia di Martyn Friend – film TV (1996)
- Scene – serie TV, episodio 29x05 (1997)
- Jonathan Creek – serie TV, episodio 2x01 (1998)
- Dear Nobody, regia di Juliet May – film TV (1998)
- Wuthering Heights, regia di David Skynner – film TV (1998)
- The Stalker's Apprentice, regia di Marcus D.F. White – film TV (1998)
- Verdict, regia di Michael Kerrigan, Mike Adams e Bill Pryde – miniserie TV (1998)
- Hope & Glory – serie TV, episodio 1x01 (1999)
- The Kidnappers, regia di Mark Mylod – cortometraggio TV (1999)
- The Nearly Complete and Utter History of Everything, regia di Dewi Humphreys, Paul Jackson e Matt Lipsey – film TV (1999)
- The Mrs Bradley Mysteries – serie TV, episodi 1x01-1x02-1x04 (2000)
- At Home with the Braithwaites – serie TV, 26 episodi (2000-2003)
- Too Good to Be True, regia di Sarah Harding – film TV (2003)
- The Last Detective – serie TV, 17 episodi (2003-2007)
- Hardware – serie TV, episodio 2x06 (2004)
- Distant Shores – serie TV, 12 episodi (2005-2008)
- The Complete Guide to Parenting – serie TV, 5 episodi (2006)
- Fear, Stress and Anger – serie TV, 6 episodi (2007)
- Miss Marple (Agatha Christie's Marple) – serie TV, episodio 3x01 (2007)
- Children in Need – serie TV, episodio 28x01 (2007) - Quinto Dottore
- Unforgiven, regia di David Evans – miniserie TV (2009)
- Al Murray's Multiple Personality Disorder – serie TV, episodio 1x04 (2009)
- L'ispettore Barnaby (Midsomer Murders) – serie TV, episodio 12x03 (2009)
- Micro Men, regia di Saul Metzstein – film TV (2009)
- Miranda – serie TV, episodio 1x02 (2009)
- The Queen – serie TV, episodio 1x03 (2009)
- New Tricks - Nuove tracce per vecchie volpi (New Tricks) – serie TV, episodio 8x02 (2011)
- Law & Order: UK – serie TV, 27 episodi (2011-2014)
- Lewis – serie TV, episodio 7x03-7x04 (2013)
- Pat & Cabbage – serie TV, 4 episodi (2013)
- The Five(ish) Doctors Reboot, regia di Peter Davison – cortometraggio TV (2013) - Peter Davison
- Delitti in Paradiso (Death in Paradise) – serie TV, episodio 3x02 (2014)
- Toast of London – serie TV, episodi 2x03-2x04-3x02 (2014-2015)
- Brian Pern: A Tribute, regia di Rhys Thomas – film TV (2017)
- Grantchester – serie TV, episodio 3x02 (2017)
- Liar - L'amore bugiardo (Liar) – serie TV, episodi 1x02-1x03 (2017)
- Vera – serie TV, episodio 9x01 (2019)
- Gentleman Jack - Nessuna mi ha mai detto di no (Gentleman Jack) – serie TV, 9 episodi (2019-2022)
- Life, regia di Kate Hewitt – miniserie TV (2020)
- L'amore e la vita - Call the Midwife (Call the Midwife) – serie TV, episodio 10x0 (2020)
- The Yorkshire Vet – serie TV, episodio 13x13 (2021)
- The Larkins – serie TV, 13 episodi (2021-2022)
- Bloods – serie TV, episodio 2x06 (2022)
- Doctor Who – serie TV, episodio speciale (2022) - Quinto Dottore
- The Gold – serie TV, 5 episodi (2023)
- The Windsors – serie TV, episodio speciale (2023)
- Good Omens – serie TV, episodio 2x02 (2023)
- Murder, They Hope – serie TV, episodio 3x01 (2023)

### Doppiatore

#### Televisione
- Mole's Christmas, regia di Martin Gates – film TV (1994)
- The Adventures of Mole, regia di Martin Gates – film TV (1995)
- The Adventures of Toad, regia di Martin Gates – film TV (1996)
- Sherlock – serie TV, episodio 1x03 (2010) - non accreditato
- Il nome della rosa (The Name of the Rose), regia di Giacomo Battiato – miniserie TV (2019) - Narratore
- Thunderbirds Are Go - serie animata, episodio 3x23 (2020)

#### Videogiochi
- Doctor Who: Destiny of the Doctors (1997) - Quinto Dottore
- Lies of P (2023)

### Regista
- The Five(ish) Doctors Reboot – cortometraggio TV (2013)

### Sceneggiatore
- The Five(ish) Doctors Reboot, regia di Peter Davison – cortometraggio TV (2013)

## Trasmissioni televisive (parziale)
- Gypsy: Live from the Savoy Theatre, regia di Lonny Price - speciale TV (2015)

## Radio (parziale)
- Doctor Who: The Monthly Adventures - podcast (1999-2021)

## Discografia parziale

### Audiolibri
- 2000 - Doctor Who: The Mutant Phase
- 2009 - Doctor Who: Plague of the Daleks
- 2017 - Doctor Who: Alien Heart/Dalek Soul
- 2022 - Doctor Who: Spare Parts
- 2023 - Doctor Who: Tales of the TARDIS

## Doppiatori italiani
Nelle versioni in italiano delle opere in cui ha recitato, Peter Davison è stato doppiato da:
- Gianni Giuliano in Law & Order: UK
- Gerolamo Alchieri in Delitti in paradiso
- Stefano De Sando in Ti presento Patrick
- Antonio Palumbo in Dream Horse
- Luca Biagini ne L'amore e la vita - Call the Midwife
- Dario Oppido in Good Omens

Da doppiatore è stato sostituito da:
- Eros Pagni ne Il nome della rosa